# 輿水優
輿水 優（こしみず まさる、1935年〈昭和10年〉1月3日 - ）は、日本の中国語学者、東京外国語大学名誉教授。

## 人物
東京出身。国語教育学者・輿水実の長男。1958年東京外国語大学中国語科卒業、1960年東京大学中国語中国文学科卒業、のち東京外国語大学教授を務め、1998年定年後、日本大学客員教授、2009年佐野短期大学学長。1975年から1989年まで長くNHK「中国語講座」の講師を務めた。2015年瑞宝中綬章受章。

## 著書
- 『中国語の話し方』大修館書店 1969
- 『やさしい中国語の作文』大学書林 1970
- 『LL中国語』大修館書店 1973
- 『中国語基本語ノート』大修館書店 1980
- 『ポケット・中国旅行会話』三修社 1983
- 『中国語の語法の話 中国語文法概論』光生館 (中国語研究学習双書) 1985
- 『新編LL中国語入門』大修館書店 1988
- 『新編LL中国語 基礎』大修館書店 1988
- 『中国語ステップ 1』東方書店 1990
- 『メモ式中国語早わかり』三修社 1992
- 『NHK気軽に学ぶ中国語』日本放送出版協会 1993
- 『初級コース中国語』白水社 1995
- 『続・中国語基本語ノート』大修館書店 1996
- 『ワンポイント初級中国語』郁文堂 1997
- 『ゼロから始める中国語』三修社 2000
- 『中国人の生活を知る中国語入門』白水社 2002
- 『気軽に学ぶ中国語』日本放送出版協会 (NHK CDブック) 2004
- 『中国語の教え方・学び方 中国語科教育法概説』日本大学文理学部 (日本大学文理学部叢書 3) 2005
- 『中国語のスタートライン』三修社 2006

### 共著
- 『日・英・中旅行会話』竹村健一共著 三修社 1973
- 『役に立つ中国語会話 中国滞在・中国旅行』李継禹共著 三修社 1996
- 『中国旅行で役に立つ会話』李継禹共著 三修社 2008
- 『中国語わかる文法』島田亜実共著 大修館書店 2009
- 『中国語と私 学び、教え、究める、中国語に生きる』氷野善寛・紅粉芳惠編 好文出版(中国語「知」のアーカイヴズ 3) 2021

## 論文
- 輿水優

## 参考
- 『現代日本人名録』2002年